# Коста Георгиев
Константин (Коста) Георгиев Костов с псевдоним Гурко е български просветен деец и революционер, деец на Вътрешната македоно-одринска революционна организация.

## Биография
Коста Георгиев е роден на 21 ноември 1877 година в тракийското българско село Енимахале, Бабаескийско, тогава в Османската империя. Завършва прогимназия в Лозенград и Одринската българска мъжка гимназия, където се и присъединява към ВМОРО. През 1899 година заминава за Женева като екзархийски стипендиант и завършва физико-математическия факултет на Женевския университет. От 1900 до 1902 година е български учител в македонския град Струмица. В Края на 1903 г. се завръща в Тракия, за да се включи в Преображенското въстание, но го заварва вече потушено и се заема с настаняването на бежанците от Турция в Бургаския край.
През учебната 1905-1906 година Коста Георгиев преподава математика и физика в Битолската българска мъжка гимназия. Член е на Битолския окръжен революционен комитет, при чието разкриване е осъден на 101 години затвор от турските власти и прекарва почти три години в затвора Еди куле - Солун. След Хуриета е амнистиран, но интерниран в Баба Ески.
След Младотурската революция в 1908 година става деец на Съюза на българските конституционни клубове и е избран за делегат на неговия Учредителен конгрес от Лозенград.
От есента на 1909 г. е директор на Лозенградската прогимназия, впоследствие и секретар на Одринската митрополия, като през 1910 година започва да преподава математика, физика и френски език в гимназията в Одрин.
Делегат е от Битоля на Първия общ събор на Българската матица в Солун от 20 до 22 април 1910 година.
Отново е в центъра на революционните борби и съответно, в навечерието на Балканската война, пак е осъден и заточен от властите в Сивас, Армения, където прекарва една година. В края на 1913 година се завръща и започва работа като учител в Девическата гимназия в Стара Загора.
След 1915 година отново е в Западна Тракия, като председател на Окръжната постоянна комисия. Като член на Върховния административен съвет на Тракия от 21 декември 1919 година той е един от хората заедно с Страшимир Дочков, които разясняват на генерал Шарл Шарпи българския характер на Тракия. Включва се в създаването на ВТРО, а по-късно оглавява лявото крило (Хасковското ВТРО), като впоследствие, през 1925 година става и председател на Върховния изпълнителен комитет на легалната организация. Депутат в XXIII обикновено народно събрание през 1931 година.
Умира на 29 август 1932 година в София.